# Hamlet (film, 1964)
Pour les articles homonymes, voir Hamlet (homonymie).
Pour plus de détails, voir Fiche technique et Distribution.
Hamlet (en russe : Гамлет) est un film soviétique de Grigori Kozintsev sorti en 1964, adapté de la pièce éponyme de William Shakespeare.

## Synopsis
La tragédie de William Shakespeare.
Sur les remparts d'Elseneur, Hamlet voit apparaître le spectre de son père, ex roi du Danemark, qui lui révèle qu'il a été empoisonné pendant son sommeil par son frère Claudius avec la complicité de son épouse, la reine Gertrude. Le régicide lui a donc ravi sa femme, le trône et la vie. Afin de le venger, le jeune prince simule la folie et délaisse sa fiancée Ophélie. Au cours d'une explication avec sa mère, Hamlet croyant tuer l'usurpateur poignarde le chambellan Polonius. Sa fille, Ophélie devient folle et se suicide en se jetant dans une rivière. Laertes voulant venger son père provoque Hamlet en duel. Claudius pour être sûr de l'élimination de son neveu fournit une épée dont l'extrémité a trempé dans le poison au frère d'Ophélie. Au cours du combat les fleurets changent de main et Hamlet, bien que blessé, atteint Laertes, qui à l'agonie lui explique le plan machiavélique de son beau-père. Hamlet assassine Claudius tandis que sa mère meurt en buvant le breuvage empoisonné qui était réservé à son fils.

## Mouvements musicaux
- Prélude
- Bal au palais
- Le fantôme
- Dans le jardin
- Hamlet & Ophélie
- Arrivée des comédiens
- L'empoisonnement
- Duel et mort de Hamlet

## Fiche technique
- Titre : Hamlet
- Titre original : Гамлет
- Réalisation : Grigori Kozintsev
- Assistant réalisateur : Iossif Chapiro (ru)
- Scénario : Grigori Kozintsev d'après la tragédie éponyme de William Shakespeare traduite en 1941 par Boris Pasternak
- Photographie : Jonas Gricius (lt)
- Son : Boris Khoutorianski (ru)
- Montage : Evguenia Makhankova
- Direction artistique : Evgueni Enei (ru)
- Décors : Evgueni Enei, Gueorgui Kropatchev
- Costumes : Simon Virsaladze
- Maquillage : Vassili Goriounov (ru), Lioudmila Elisseïeva (ru)
- Compositeur : Dimitri Chostakovitch
- Musique : Orchestre philharmonique de Saint-Pétersbourg
- Chef d'orchestre : Nikolaï Rabinovitch (ru)
- Maître d'escrime : Ivan Kokh
- Producteur exécutif : Mikhaïl Chostak (ru)
- Société de production : Lenfilm
- Pays d'origine :  Union soviétique
- Date de sortie : 24/6/1964
- Format : Noir et blanc - 2,35:1 - 4-Stéréo -
- Genre : Drame
- Durée : 148 minutes
- Sous titres français pour le DVD édité par RUSCICO : E. Mouraviova

## Distribution
- Innokenti Smoktounovski : Hamlet
- Mikhaïl Nazvanov : Claudius, le roi beau-père d'Hamlet
- Elza Radziņa : la reine Gertrude veuve du père d'Hamlet et épouse de Claudius
- Youri Toloubeïev : Polonius, le père d'Ophélie et de Laërte
- Anastasia Vertinskaïa : Ophélie
- Vladimir Erenberg (ru) : Horatio
- Stepan Oleksenko (ru) : Laërte, le frère d'Ophélie
- Vadim Medvedev (ru) : Guildenstern
- Igor Dmitriev : Rosencrantz
- Victor Kolpakov (ru) : un fossoyeur
- Aleksandre Tchekaïevski (ru) : 1er comédien (voix: Grigori A. Gai (ru))
- Rein Aren (et) : 2e comédien
- Youri Berkoun : 3e comédien
- Ants Lauter (en) : le prêtre
- Aadu Krevald : Fortinbras, prince norvégien
- Nikolaï Kouzmine (ru) : garde du corps
- Boris Iliassov (ru) : épisode
- Andreï Popov : épisode
- Bronislav Moreno : épisode
- Vitali Chtchennikov : le spectre (voix: Grigori Gai)
- Paul Kilgas (et) : épisode
- Fiodor Fiodorovski : épisode

## Distinctions
- 1964 : Sutherland Trophy décerné par le British Film Institute.
- 1964 : Innokenti Smoktounovski élu meilleur acteur de l'année par le magazine Sovetski ekran.
- 1964 : Prix du meilleur film de l'année décerné par la British Academy of Film and Television Arts.
- 1964 : prix spécial du jury au Festival de Venise pour Grigori Kozintsev.
- 1964 : meilleur film au Festival Shakespeare du film à Wiesbaden.
- 1964 : nomination pour le Lion d'or au Festival de Venise à Grigori Kozintsev.
- 1964 : prix spécial du jury pour la mise en scène au festival du film de l'URSS.
- 1964 : meilleure musique pour Dimitri Chostakovitch au festival du film de l'URSS.
- 1964 : prix des peintres de l'URSS pour le décorateur Evgueni Enei et la costumière Simon Virsaladze au festival du film de l'URSS.
- 1964 : prix des cinéastes de l'URSS pour Innokenti Smoktounoski au festival du film de l'URSS.
- 1965 : prix Lénine à Innokenti Smoktounoski.
- 1965 : prix Lénine à Grigori Kozintsev
- 1966 : prix du Festival du film de San Francisco.
- 1966 : prix de l'Office national du film "Lama d'argent" au Festival international du film de Lima.
- 1966 : prix de la fédération des sociétés nationales du film espagnol.
- 1966 : nomination pour le prix de la British Academy of Film and Television Arts à Grigori Kozintsev.
- 1966 : nomination pour le prix du meilleur acteur étranger de la British Academy of Film and Television Arts à Innokenti Smoktounovski.
- 1966 : prix spécial du jury au Festival de Saint-Sébastien.
- 1966 : prix fémina de Belgique.
- 1967 : nomination pour le Golden Globe Award du meilleur film en langue étrangère.
- RUSCICO indique que ce film a reçu 23 récompenses en 4 ans.

## Autour du film
- Le grandiose château qui a servi de décor au film a été imaginé par Evgueni Enei et construit pour les besoins du tournage sur la côte rocheuse de la mer Baltique à 28 km de Tallinn en Estonie.
- Ce film a été tourné pour célébrer le 400e anniversaire de la naissance de Shakespeare.

### Revue de presse
- Jean-Elie Fovez, « Hamlet », Téléciné, no 120, Fédération des Loisirs et Culture Cinématographique (FLECC), Paris, mars 1965,  (ISSN 0049-3287).